# Stathmos coronatus
Stathmos coronatus là một loài chân đều trong họ Sphaeromatidae. Loài này được Barnard miêu tả khoa học năm 1940.